# Tadeusz Karwicki
Tadeusz Karwicki (ur. 6 grudnia 1927 w Nowym Polu) – polski działacz partyjny i państwowy, ekonomista oraz pilot wojskowy, w latach 1975–1978 prezydent Radomia, w latach 1988–1990 przewodniczący Prezydium Wojewódzkiej Rady Narodowej w Radomiu.

## Życiorys
Syn Antoniego i Marianny. Służył w lotnictwie ludowego Wojska Polskiego, doszedł do stopnia pułkownika pilota w stanie spoczynku. Ukończył studia ekonomiczne, kształcił się też w Wieczorowym Uniwersytecie Marksizmu-Leninizmu. Zajmował stanowisko dyrektora PBM „Budochem” w Radomiu. W 1949 wstąpił do Polskiej Zjednoczonej Partii Robotniczej. Od 1975 do 1980 członek Komitetu Wojewódzkiego PZPR w Radomiu, zasiadał też w jego egzekutywie. Był członkiem Komitetu Miejskiego w Radomiu oraz POP PZPR przy Urzędzie Miejskim w Radomiu. W latach 1975–1978 pełnił funkcję prezydenta Radomia, podczas wydarzeń czerwca 1976 wygłosił przemówienie surowo potępiające demonstrujących. W latach 70. i 80. działał też we władzach Aeroklubu Polskiego. Był radnym, a od 1988 do 1990 przewodniczącym Prezydium Wojewódzkiej Rady Narodowej w Radomiu.
Otrzymywał także wojskowe odznaczenie kombatanckie, co w 2012 wzbudziło protesty uczestników wydarzeń czerwca 1976.